# François-Hyacinthe
François-Hyacinthe, né le 14 septembre 1632 à Turin et mort le 4 octobre 1638 à Turin, est un duc de Savoie et prince de Piémont de 1637 à 1638. 

## Biographie

### Origines
François-Hyacinthe naît le 14 septembre 1632 à Turin, en Piémont. Il est le fils de Victor-Amédée Ier, duc de Savoie et prince de Piémont, et de Christine de France.
Il succède, à l'âge de cinq ans, à son père. Sa mère devient alors régente du duché.

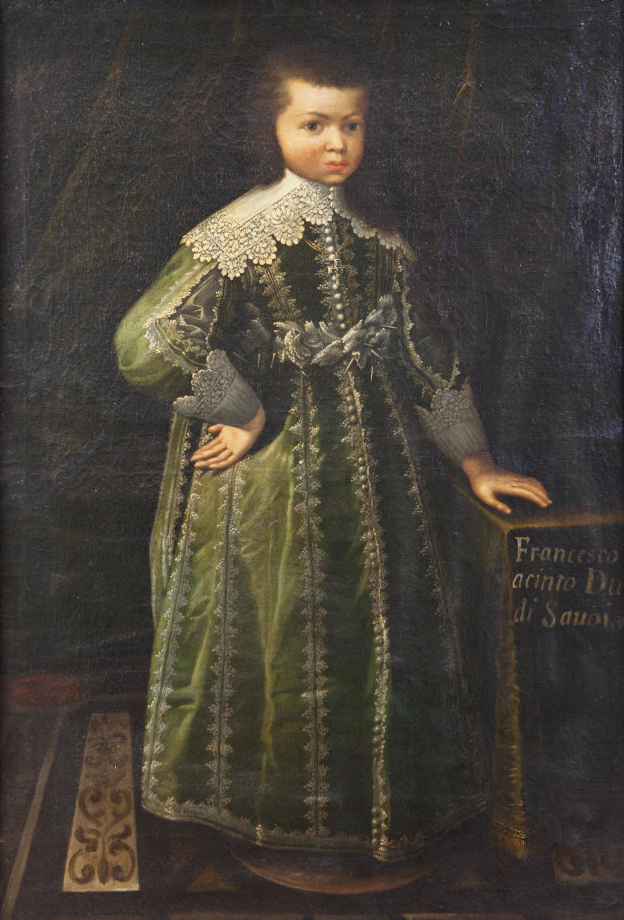
Portrait de François-Hyacinthe

### Mort
Il meurt après un an de règne le 4 octobre 1638 au château du Valentino à la suite d'une chute de cheval. François-Hyacinthe est enterré à l'abbaye de Saint-Michel, à Turin.

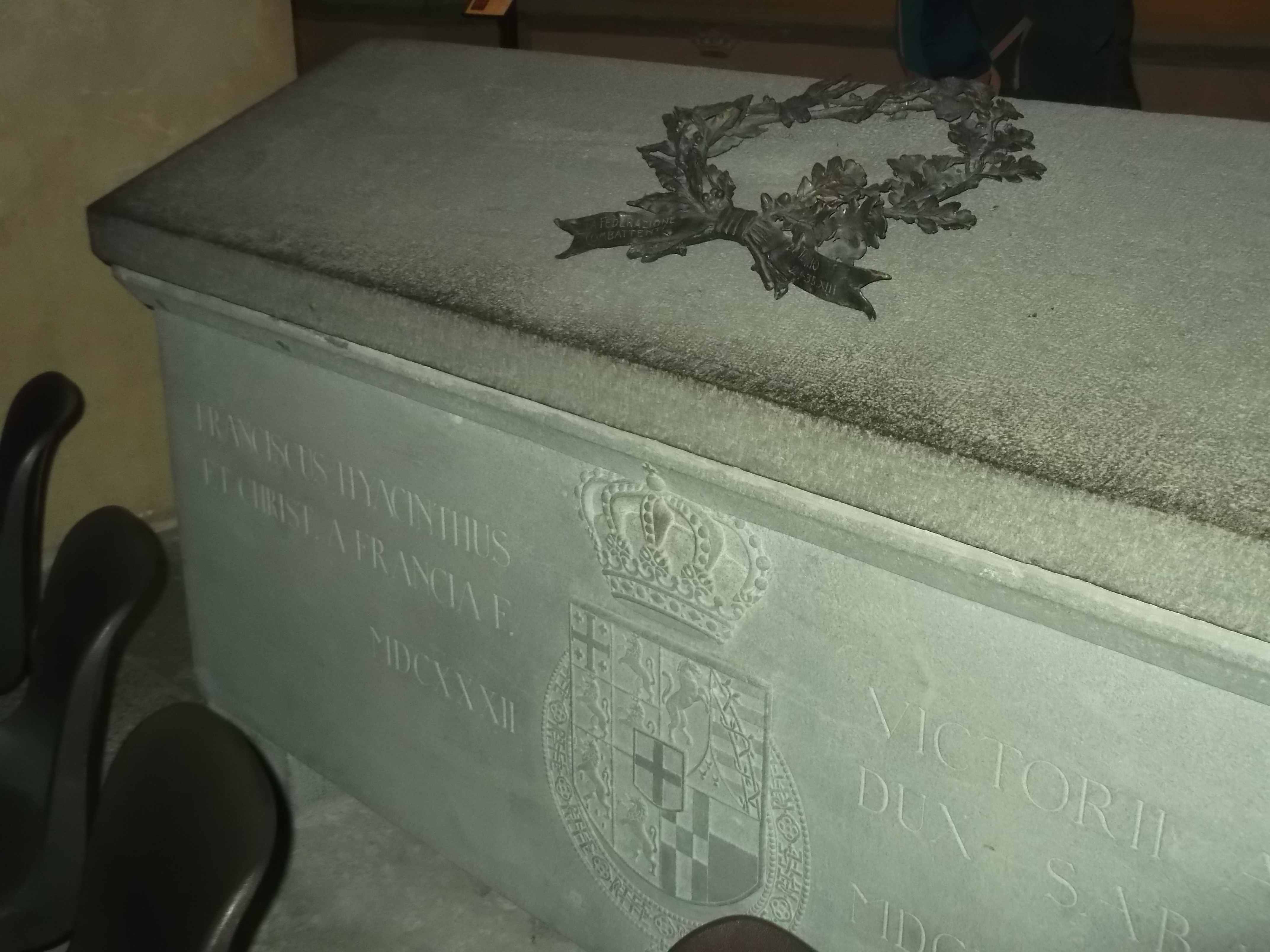
Tombe de François-Hyacinthe, à Turin